# Ennio Cerlesi
Ennio Cerlesi, né à Turin le 21 janvier 1901 et mort à Rome le 20 septembre 1951, est un acteur de cinéma.

## Biographie
Ennio Cerlesi il a joué son premier rôle en 1937 dans le film Docteur Antonio. Ennio Cerlesi a également été l'un des principaux acteurs de doublage de films internationaux en Italie.
Il a été marié à l'actrice Emma Baron, qui était aussi sa partenaire sur scène,.

## Filmographie partielle
- 1935 : Casta Diva de Carmine Gallone
- 1937 : Il dottor Antonio d'Enrico Guazzoni
- 1938 : Il suo destino d'Enrico Guazzoni
- 1939 : Ho visto brillare le stelle d'Enrico Guazzoni